# Romániai Magyar Jogtudományi Közlöny
A Romániai Magyar Jogtudományi Közlöny az egyetlen külföldön megjelenő magyar nyelvű jogi szakmai folyóirat. 2003 óta jelenik meg folyamatosan, évente két-három lapszám terjedelemben. A lap nem csak kisebbségi jogi témákat tárgyal, hanem a román közjog és magánjog, valamint az európai jog aktuális területeiről közöl szakmai tanulmányokat. A Kolozsváron a Sapientia Erdélyi Magyar Tudományegyetem keretében működő jogász szak szakmai fóruma. ISSN-je: 1583-7335.

## Kiadó
- a Sapientia Erdélyi Magyar Tudományegyetem kolozsvári kara
- a Romániai Magyar Jogászok Egyesülete

## A szerkesztőbizottság tagjai
- Dr. Veress Emőd, felelős szerkesztő
- Dr. Fábián Gyula
- Dr. Józon Mónika

## Külső hivatkozások
- rmjk.adatbank.transindex.ro
- www.jogiforum.hu Archiválva 2011. december 14-i dátummal a Wayback Machine-ben